# Чечевиця садова

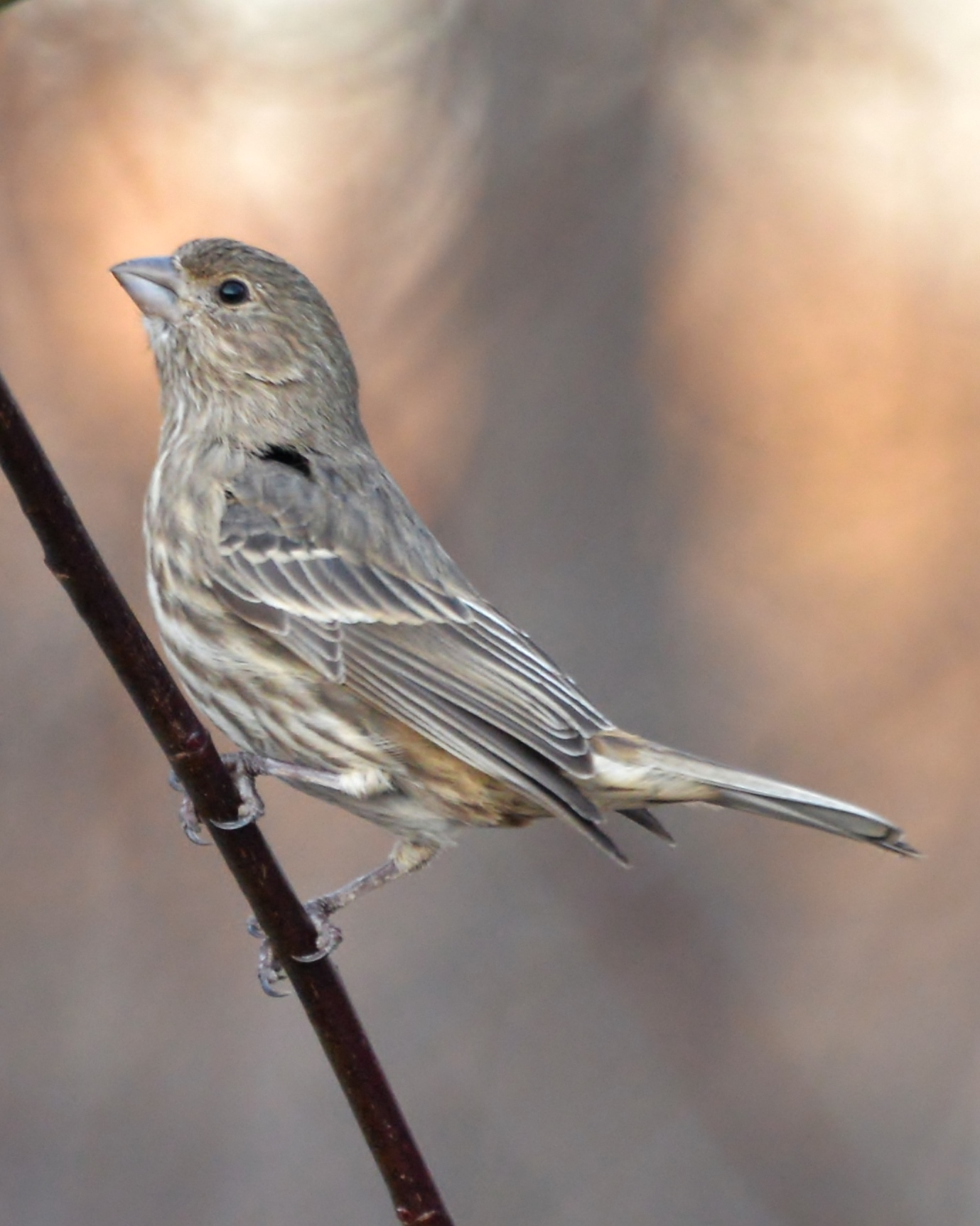
Самиця чечевиці садової

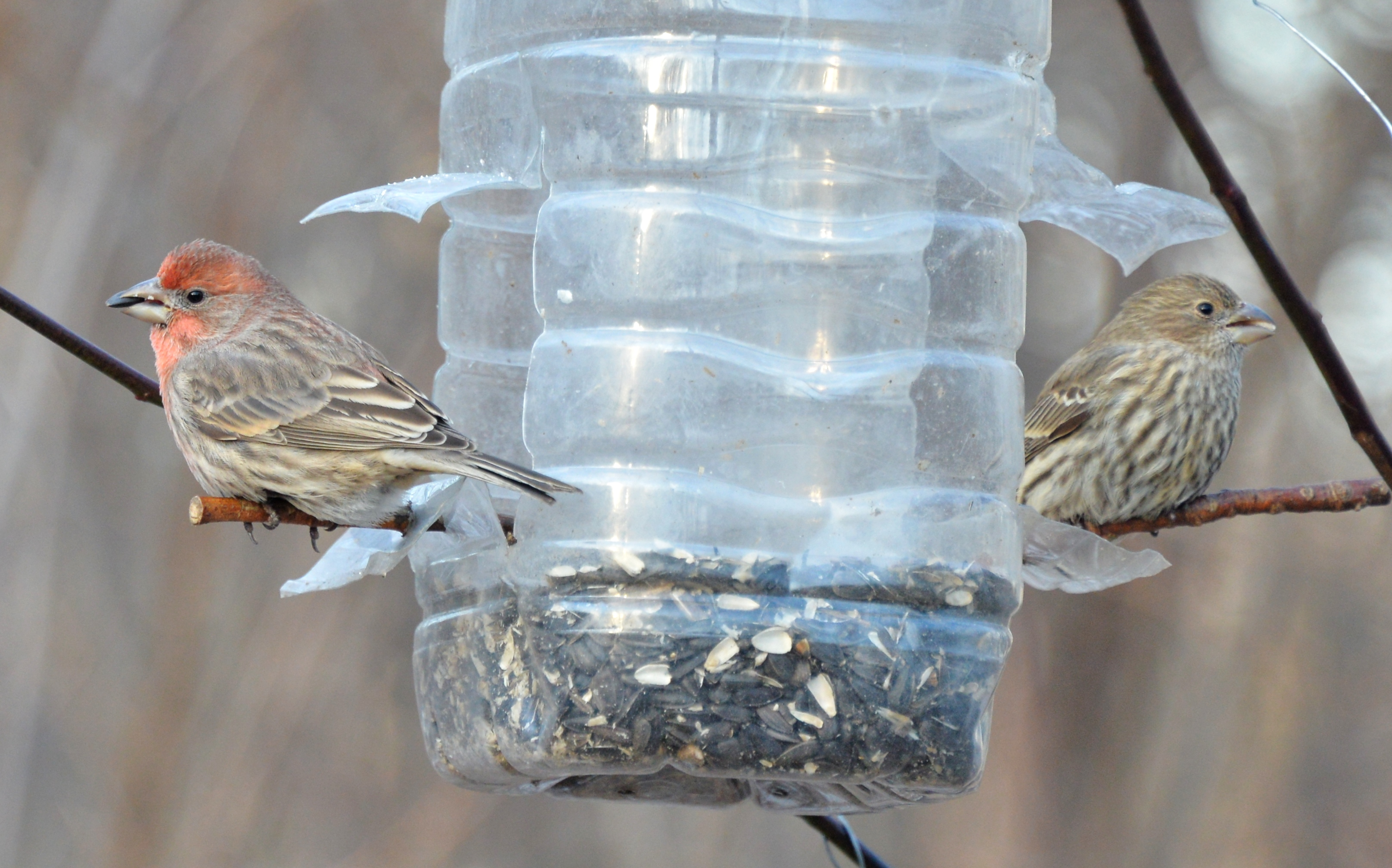
Пара на годівниці

Чечевиця садова, або мексиканська (Carpodacus mexicanus, також Haemorhous mexicanus) — птах ряду горобцеподібних, родини в'юркових, завбільшки з горобця; поширений у Північній Америці по всій території Сполучених Штатів, включаючи Гавайські острови, та на півдні Канади.
За останні 50 років чечевиця садова поширилась від західного узбережжя США та Мексики, майже потроївши свій ареал, завдяки нелегальному утриманню в клітках як невибагливої декоративної пташки під назвою «Голлівудський щиглик» англ. Hollywood Finch. В певний час, щоб уникнути звинувачень і штрафів, власники зоомагазинів випустили пташок на волю, завдяки чому вони успішно освоїли південну Канаду.
У 2015 році з'явились повідомлення про появу чечевиці садової на виставках співочих та екзотичних птахів у Києві. Слід розуміти, що її вже якийсь час успішно розводять в Україні.